# Joseph Bernelle
Le général Joseph Jean-Nicolas Bernelle est un officier de la Légion étrangère français, né à Versailles le 5 octobre 1785 et mort le 7 janvier 1871 à Paris. 

## La carrière militaire

### La Grande Armée
Il est le fils du général Pierre-Antoine Bernelle et de Marguerite Desnoyers. Le 15 mai 1801, il entre au collège militaire de Saint-Cyr. Il en sort avec le grade de sous-lieutenant le 10 septembre 1803. En 1805, il participe à la campagne d’Italie. Il est blessé d’un coup de feu à la prise de Vicence, le 18 vendémiaire de l’an XIV (10 octobre 1805). Il participe aux deux campagnes de Dalmatie (1806-1807 et 1809). Le 22 octobre 1806, il est promu au grade de lieutenant à la demi-brigade d’infanterie de ligne, qui devient 97e DBIL, puis 60e régiment d’infanterie de ligne. Il est promu au grade de capitaine  le 26 mars 1811, au 2e régiment pénal de la Méditerranée, qui devient le 20 septembre 1812 le 133e régiment d'infanterie de ligne. Aide de camp du général Curial lors de la campagne de Saxe, Bernelle est promu chef de bataillon le 20 juillet 1813 au 18e régiment d’infanterie légère. Il est fait chevalier de l’ordre impérial de la Légion d’honneur le 16 août, puis officier le 28 novembre de la même année. Sous la Première Restauration, le 3 novembre 1814, il est fait chevalier de l’ordre royal et militaire de Saint-Louis. Il participe à la campagne de France comme major de la Garde impériale pendant les Cent-Jours. Le 1er juin 1815 il est attaché à l’état-major du général Drouot. Waterloo le voit rejoindre la foule des « demi-solde ». 
Le 21 avril 1817, il épouse Tharzile Bazin. Le 1er juillet 1818, il reprend du service à l’état-major de la 27e légion du Finistère, puis à la 4e légion de l’Ardèche, avant de rejoindre le 20e régiment d'infanterie de ligne. En 1824, il est placé en traitement de réforme. En 1826, il parvient à reprendre du service. Il est promu lieutenant-colonel au 10e régiment d’infanterie légère, le 3 juin 1831. Il commence alors ses campagnes en Afrique.

### La Légion étrangère
En août 1832, il est détaché au commandement de la Légion étrangère, puis détaché au 1er BILA le 5 février 1833. Promu au grade de colonel le 9 avril 1833, il revient à la Légion. Il y est cité le 18 mai 1833, lors d’une opération en Mitidja contre les Hadjoutes. Trois mois après son arrivée, les 1er et 5e bataillons sont cités en exemple pour l’entrain et la vigueur dont ils font preuve dans la construction du blockhaus du gué de l’Arrach, la chaussée de Sidi Amsa, et la construction des camps de Kouba et de l’Oufferia. En septembre 1833, il organise la défense de Goéla. À la suite d'une blessure occasionnée par son cheval, il laisse le commandement de trois bataillons de Légion, stationnés au camp de Douera, au commandant Conrad (en).

### Le maréchal de camp au titre espagnol
En raison du traité de la Quadruple-Alliance du 22 avril 1834, la Légion est cédée à l’Espagne le 11 juin 1835. Réunis en six bataillons, 123 officiers et 4 021 bas-officiers et militaires du rang embarquent sur des navires regroupés en rade d’Alger. Le 16 août, dès que les bâtiments sont entrés dans les eaux espagnoles, le colonel Bernelle est promu commandeur de la Légion d’honneur et nommé maréchal de camp au titre espagnol. La Légion débarque à Tarragone le 17 août 1835, avec le titre de division auxiliaire française. Ayant depuis longtemps prévu une refonte de la Légion, Bernelle l’organise sur des bases nouvelles. Il amalgame ce corps qui lui est confié en mêlant les hommes de nationalités différentes. 
Il s’illustre à la bataille d'Arlabán, à Tirapegui, à Zubiri et à Inigo. Bon combattant, mais mauvais administrateur, controversé, fatigué et malade, il demande alors sa relève. Il rentre en France le 16 août 1836 sans avoir rendu compte dans les formes réglementaires. Le lieutenant-colonel Lebeau, nommé maréchal de camp au titre espagnol, lui succède, puis laisse la place au colonel Conrad.
Bernelle se déplace entouré de sa famille : son épouse ; le capitaine Jean-François Bernelle ; le sous-lieutenant Émile Bernelle, son cousin, engagé en 1834 comme musicien gagiste à dix-neuf ans et nommé illégalement sergent-major en 1835 ; l'adjudant Louis Bernelle ; et deux enfants de troupes, Eugène et Jules Bernelle. Par ailleurs, il a le sens du decorum, s'entourant d'un état-major fourni et d'une garde personnelle de « sapeurs barbus ».

### Retour aux armées françaises
Replacé dans le cadre des armées françaises avec son grade de colonel, il est mis à la disposition du gouverneur général des possessions françaises en Afrique du Nord, le 3 novembre. Le 4 décembre, il commande les troupes stationnées à Bône.  Désigné au commandement supérieur de Constantine en octobre 1837, il est nommé maréchal de camp, le 11 novembre. Il commande ensuite une brigade de la division d’Alger. Nommé commandant du département de l’Hérault, il rentre en France en 1839. En 1846, il commande le département du Loiret. Le 6 octobre 1847, il intègre la section de réserve et lors de la dissolution de cette section, il est mis en position de retraite le 30 mai 1848, totalisant 44 ans de services. 

### La «générale»
Tharsile Bazin, l'épouse de Bernelle, née  le 7 août 1798 à Rennes, est la fille de Nicolas, Luis Bazin et de Tharsile Françoise. Elle apporte 30 000 francs en dot. Plus jeune que son mari, elle favorise la carrière des jeunes officiers « bien mis », en particulier le chef de bataillon Horain. Elle est la cause probable de la mésentente  entre le général et le colonel Conrad. Elle est appelée « la générale » ou encore « Isabelle III, princesse de Navarre, reine de la Légion », ou « princesse de Larrasoaña » (localité de stationnement de l’état-major du général).

## Décorations
- Chevalier de l’ordre royal et militaire de Saint-Louis
- Grand officier de la Légion d'honneur
- Grand-croix de l’ordre d'Isabelle la Catholique
- Croix de 3e et de 4e classes de l’ordre royal et militaire de Saint-Ferdinand
- Médaille de Sainte-Hélène

## Œuvre
Avec Auguste de Collebille, Histoire de l'ancienne Légion étrangère créée en 1831, licenciée en 1838, Paris, impr. Marc-Aurel, 1850. Joseph Bernelle a écrit la première partie : « Organisation, travaux et opérations militaires de la légion en Afrique ». Rééd. Whitefish (Montana, États-Unis), Kessinger Publishing, 2010.